# Fáfnismál
Fáfnismál (os ditos de Fafnir) é um poema eddico encontrado no Codex Regius, composto de quarenta e quatro estrofes, intercaladas com passagens em prosa. No manuscrito, o poema não tem título, e vem entre o Reginsmál e o Sigrdrífumál. Estudiosos modernos o consideram como um poema separado, e atribuiram-lhe este título por conveniência. A maior parte do poema é feito em ljóðaháttr (ou Verso aliterativo), embora nove estrofes desviem-se da forma.
A primeira parte do poema é um diálogo entre Sigurd e Fafnir. Mais adiante, Sigurd mata Fafnir, trata com Regin e reivindica um tesouro de ouro escondido.